# Martha Érika Alonso Hidalgo
Martha Érika Alonso Hidalgo (Tepeaca, 17 dicembre 1973 – Coronango, 24 dicembre 2018) è stata una politica messicana, governatrice dello stato federato di Puebla dal 14 al 24 dicembre 2018.
Moglie dell'ex governatore e senatore di Puebla, Rafel Moreno Valle Rosas, morì in un incidente aereo con il marito, due piloti e un terzo passeggero il 24 dicembre 2018 all'età di 45 anni.

## Biografia
Dopo aver studiato graphic design presso l'Università Iberoamericana di Puebla, si laureò in scienze della comunicazione presso l'università delle Americhe di Puebla.
Sposò Rafael Moreno Valle Rosas nel 2004, due anni prima che diventasse senatore per lo stato di Puebla.
Nel 2009 entrò nei ranghi del Partito Azione Nazionale (PAN) e dal 2011 al 2016 gestì il sistema nazionale per lo sviluppo integrale della famiglia (DIF) dello stato, aumentando i finanziamenti ricevuti dal governo statale.

### Candidatura governatoriale
Nel 2018 la Alonso si candidò alle elezioni governatoriali di Puebla del 2018 per la coalizione Por México al Frente (che comprende il PAN, il PRD e l'MC). Fu scelta come candidata per la sua popolarità, dovuta alla sua gestione della DIF durante il mandato del marito, al posto del sindaco di Puebla de Zaragoza, Eduardo Rivera Pérez.
Il 1º luglio 2018 venne eletta governatrice, battendo il candidato della coalizione Juntos Haremos Historia, Miguel Barbosa Huerta, diventando la prima donna governatrice dello stato e la settima governatrice donna del Messico.

### Morte
Il 24 dicembre 2018 morì durante lo schianto dell'elicottero su cui era in volo con il marito, due piloti e un terzo passeggero non identificato presso Santa Maria Coronango.